# Attentat är bäst
Attentat Är Bäst! är en samling med Attentats släppt 2010 som innehåller de populäraste singel- och albumspåren från skivor släppta 1979-1992, samt tidigare outgivna demospåren ”Vackra vapen” och ”Nu e vi tillbaks” från samma tidsperiod.  

## Låtarna på albumet
1. Bonden, byråkraten & jag 2.17
2. Ge fan i mej 2.58
3. Rudebecks & Sam 3.26
4. Tvärs över tiden 3.55
5. Unga & många 3.04
6. Fågel 2.38
7. I denna stan 4.34
8. Fredshetsare 2.51
9. Manskomplex (live) 3.25
10. Operahuset 2.32
11. En meningslös dag 2.37
12. Tatuerade tårar 2.32
13. Schizofren 4.37
14. Maktlös 3.14
15. Båten 2.44
16. Hårdingen 2.25
17. Tårgas baby 2.10
18. Här e jag 3.45
19. Vackra vapen 3.54
20. Popsång 1.43
21. Guds bästa barn 2.40
22. Lasse liten 3.01
23. Helikoptermannen 4.14
24. (Idag är jag) Glad 2.24
25. Nu e vi tillbaks 2.18
26. Mannen som sålde världen 4.01 (bonus med Alias Smith & Jones)

Text och musik: Attentat förutom 15 (trad arr/C Vreeswijk) och 26 (Stålhammar/Jönsson)

## Medverkande
Attentat: Mats Jönsson, Magnus Rydman, Cristian Odin och Peter Björklund förutom på spår 2 där de två sistnämnda inte deltar utan istället Martin Fabian och Dag Wetterholm.  
Dessutom medverkar Roberto Laghi på spår 4, 9, 13, 17, 21 och 23.  
På Alias Smith & Jones-låten (spår 26) medverkar Mats Jönsson, Cristian Odin, Dennis Staaf, Gunnar Frick och Jacob Stålhammar.  